# Mihók Olivér
Mihók Olivér (Budapest, 1993. június 23. –) magyar sakkozó, nemzetközi nagymester. Az U12-es korosztályban Európai Unió-bajnoki címet szerzett (2004), csapatban az U16-os korosztályos sakkolimpián ezüstérmes (2007), az U18-as sakkcsapat Európa-bajnokságon pedig arany- és bronzérmes (2008, 2009) lett. U8-as koroszályban német bajnoki címet szerzett (2001), majd U12-es magyar bajnok (2005), U14-es magyar bajnok (2006), U20-as junior magyar bajnok (2012), valamint Országos Diák Sakkolimpiai bajnok (2011) lett.
A Nemzetközi Sakkszövetség (FIDE) 2018. májusra érvényes Élő-pontszámítása szerint játékereje 2550 pont, amellyel a magyar ranglistán a 14. helyen áll. Legmagasabb értékszáma a 2018. februárban elért 2555 pont.

## Élete és sakkpályafutása
Ötéves korától kezdett el vele foglalkozni apja Mihók László, aki ugyancsak versenyszerűen sakkozik és FIDE-mester, valamint FIDE-tréner minősítéssel rendelkezik. Apja mint építőmérnök Németországban dolgozott, és Olivér itt vett részt Berlinben első sakkversenyén is 1998-ban, ahol a 31 induló közül 5 évesen a 14. helyet szerezte meg.

### Korosztályos versenysikerei
Első kiemelkedő versenyeredményeit 8 éves korában érte el, amikor megnyerte Németország első U8 korosztályos bajnokságát, majd 100%-os eredménnyel nyerte a budapesti diákolimpiát és hatodik helyen végzett az ifjúsági rapidsakk-Európa-bajnokságon.
2002-ben megnyerte Berlin U10 korosztályos sakkbajnokságát. 2003-ban Németország U10 bajnokságán a 2. helyet szerezte meg, amellyel jogot nyert a Budvában rendezett ifjúsági sakk-Európa-bajnokságon való részvételre, ahol német színekben versenyezve a 8. helyet szerezte meg, a legjobb német helyezést érve el. Egy évvel később az Európai Unió bajnokságán az ausztriai Mureckben az U12 korcsoportban (még mindig német színekben) az 1. helyet szerezte meg. Ugyanebben az évben a görögországi Iráklióban rendezett ifjúsági sakkvilágbajnokságon az U12 korcsoportban holtversenyben a 7–15. helyen végzett.
Magyarországon 2005-ben az U12, 2006-ban az U14 korosztályos bajnokságot nyerte meg.
2007-ben, 14 évesen lett FIDE-mester, és 2010-ben szerezte meg a nemzetközi mester címet. Ebben az évben teljesítette első ízben a nagymesteri normát is.
2007-ben az U16 korosztályos sakkolimpián a magyar csapat tagjaként ezüstérmet nyert. Az U18 korosztályos sakkcsapatok Európa-bajnokságán 2008-ban bronz, 2009-ben aranyérmet szerzett.
2011-ben megnyerte az Országos Diák Sakkolimpiát, és 2012-ben az U20 korosztályos junior magyar bajnokságot, ezzel kivívta a jogot, hogy ő képviselje Magyarországot a junior sakkvilágbajnokságon.
A sakk mellett versenyszerűen karatézik, feketeöves dan fokozattal rendelkezik.
2012-ben felvételt nyert a Budapesti Műszaki Egyetem re, ahol műszaki menedzser szakon folytatja tanulmányait. A 2014. évi egyetemi és főiskolai országos sakkbajnokságon az egyetem színeiben egyéniben második, csapatban első helyezést ért el.

### Út a nagymesteri címig
A nagymesteri normát első alkalommal 2010-ben a First Saturday versenysorozat keretében rendezett 1. Borlóy Androvitzky Károly emlékversenyen teljesítette, egy teljes ponttal előzve meg a mezőnyt. Második normateljesítésére 2014-ben került sor, amikor a Böblingenben rendezett 31. nemzetközi versenyen a mezőny legjobb teljesítményértékét elérve az első helyen végzett. A nagymesteri normát harmadszor 2015-ben a Kecskeméten rendezett nagymesterversenyen teljesítette, ahol másfél pont előnnyel végzett az élen. Ezen eredményei alapján a nagymesteri (GM) címet a Nemzetközi Sakkszövetség (FIDE) a 2015. szeptemberben Abu-Dhabiban rendezett 86. kongresszusán ítélte oda.

## További kiemelkedő versenyeredményei
2014
- 1. helyezés: 23. Apolda Open[29]
- 3. helyezés: 5. Borlóy Androvitzky Károly emlékverseny[30]
- 3. helyezés: Hotel MEDOSZ Rapid Open[31]
- 2. helyezés: Hotel MEDOSZ Rapid Open[32]
- 1. helyezés: 43. Construct Balaton Kupa rapidverseny[33]

2013
- 2–3. helyezés: 1. Zuger Schachopen (Svájc)[34]
- 3. helyezés: IV. Sárkány Aranytíz GM nagymesterverseny[35]
- 3. helyezés: Caissa GM nagymesterverseny[36]

2012
- 1. helyezés: XI. Fehérvár Kupa[37][38]
- 1–3. helyezés: III. Borlóy Androvitzky Károly-emlékverseny[39]
- Holtversenyes 1. helyezés: Caissa New Year Tournament, Kecskemét[40]

2011
- 1. helyezés: Caissa GM nagymesterverseny[41]
- 1. helyezés: First Saturday GM June 2011[42]
- 1–2. helyezés: 23. Lenk Open nemzetközi verseny (Svájc)[43]

2010
- Holtversenyes 3. helyezés: Viessmann Open (Románia)[44]
- Holtversenyes 2. helyezés: 32. Open Oberwart „A” verseny[45]

2009
- 1. helyezés: Caissa IM[46]
- 3–4. helyezés: Nemzetközi ifjúsági bajnokság[47]
- 3. helyezés: First Saturday IM-B[48]
- 3–4. helyezés: First Saturday IM-A[49]

2008
- 1. helyezés: Macropolis Open[50]
- 3. helyezés: Berekfürdő Open A[51]
- 2–4. helyezés: Avas Open A[52]
- Holtversenyes 3. helyezés: XI.Neujahrs-Open Guben Hotel Waldau (Németország)[53]

2007
- 1. helyezés? First Saturday IM B[54]
- Holtversenyes 2. helyezés: First Saturday IM A[55]
- Holtversenyes 3. helyezés: 16. Radisson SAS Open nemzetközi mesterverseny[56]

2006
- Holtversenyes 2. helyezés: Caissa IM nemzetközi mesterverseny[57]
- 1. helyezés: Esterházy torna[58]
- 3. helyezés: First Saturday FM A[59]

2005
- 2. helyezés: First Saturday FM A[60]

## Díjai, elismerései
- 2005: A Magyar Köztársaság jó tanulója, jó sportolója cím[61]